# Tomorrow Hit Today
Tomorrow Hit Today è il quinto album dei Mudhoney, pubblicato nel 1998.

## Il disco
Per la prima volta nella loro carriera i Mudhoney decidono di spendere i soldi che la casa discografica gli mette a disposizione per produrre un disco "in grande stile". Sarà l'ultimo album per la major Reprise, e l'ultimo con Matt Lukin in formazione.

## Tracce
1. A Thousand Forms of Mind (Mudhoney) - 4:43
2. I Have To Laugh (Mudhoney) - 3:29
3. Oblivion (Mudhoney) - 3:26
4. Try To Be Kind (Mudhoney) - 2:55
5. Poisoned Water (Mudhoney) - 2:45
6. Real Low Vibe (Mudhoney) - 2:55
7. This Is The Life (Mudhoney) - 3:32
8. Night Of The Hunted (Mudhoney) - 3:05
9. Move With The Wind (Mudhoney) - 3:49
10. Ghost (Cheater Slicks) - 4:33
11. I Will Fight No More Forever (Mudhoney) - 2:54
12. Beneath The Valley Of The Underdog (Mudhoney) - 5:16
13. Talkin' Randy Tate's Specter Blues (music: traditional, lyrics; Mudhoney) - bonus track

## Formazione
- Mark Arm - voce, chitarra
- Matt Lukin - basso
- Dan Peters - batteria
- Steve Turner - chitarra